# Бион (космический аппарат)
Бион — серия советских и российских космических аппаратов, разработанных ЦСКБ-Прогресс, предназначенных для проведения биологических исследований.

## Конструкция
Конструкция аппарата, получившая название 12КС, была создана на основе разведывательного спутника «Зенит-2М». Внутри аппарата находилась система жизнеобеспечения с ресурсом в 30 дней, поддерживающая существование крыс, черепах, насекомых, низших грибов и икры рыб. Начиная с «Биона-6» система была модифицирована, и в неё стал входить комплекс для содержания двух макак-резусов.
Прибор «Аквариум» использовался для размещения водных животных. Различные радиационные и биологические эксперименты проводились с помощью приборов «Цитос» и «Тритон». Исследование модульной электростатической защиты проходило с помощью аппаратов МЭГИ-8.

## Запуски
До 2013 года запуски осуществлялись с космодрома «Плесецк» ракетами «Союз-У».
Полёты проходили в рамках одноимённой программы, которая включала в себя также запуски других биологических спутников, а также модулей «Наука» на борту разведывательных спутников «Зенит 2М».
По планам 2012 года до 2020 года был запланирован запуск четырёх спутников новой серии «Бион-М», однако даже к 2022 году был запущен лишь один аппарат серии. Запуски обезьян больше производиться не будут по биоэтическим причинам, а также из-за большой дороговизны таких исследований.
| Название            | Дата запуска, UTC | Дата завершения, UTC | Время миссии | Описание |
| ------------------- | ----------------- | -------------------- | ------------ | --- |
| Космос-605 Бион-1   | 31.10.1973        | 22.11.1973           |              | изучение воздействия невесомости на живые организмы; |
| Космос-690 Бион-2   | 22.10.1974        | 12.11.1974           |              | на подопытных крысах, черепахах, насекомых и микроорганизмах изучались возможности защиты от космической радиации, а также влияние длительной невесомости;               |
| Космос-782 Бион-3   | 25.11.1975        | 15.12.1975           |              | начиная с этого запуска программа исследований стала международной. Изучение биологических эффектов силы тяжести, впервые проводились биологические опыты с центрифугой; |
| Космос-936 Бион-4   | 3.08.1977         | 22.08.1977           |              | изучение воздействия на живые организмы невесомости и искусственной силы тяжести;                                                                                        |
| Космос-1129 Бион-5  | 25.09.1979        | 14.10.1979           |              | первые эксперименты по изучению возможности оплодотворения и развития в условиях невесомости зародыша у млекопитающих и эмбрионального развития яиц птиц;                |
| Космос-1514 Бион-6  | 14.12.1983        | 19.12.1983           |              | впервые на борту обезьяны: макаки Абрек и Бион, эксперименты по защите живых организмов от действия невесомости и космических излучений;                                 |
| Космос-1667 Бион-7  | 10.07.1985        | 17.07.1985           |              | на борту макаки Верный и Гордый; |
| Космос-1887 Бион-8  | 29.09.1987        | 12.10.1987           |              | на борту макаки Дрёма и Ероша, а также крысы, рыбы, мухи, черви и тритоны;                                                                                               |
| Космос-2044 Бион-9  | 15.09.1989        | 29.09.1989           |              | на борту макаки Жаконя и Забияка, крысы, земноводные, насекомые; изучение заживления повреждённых мыщц и костей;                                                         |
| Космос-2229 Бион-10 | 29.12.1992        | 10.01.1993           |              | на борту макаки Крош и Иваша; |
| Бион-11             | 24.12.1996        | 7.01.1997            |              | на борту макаки Лапик и Мультик, финансовое обеспечение полёта взяла на себя американская сторона;                                                                       |
| Бион-М1             | 19.04.2013        | 19.05.2013           |              | в экипаж спутника вошли 45 мышей, 8 песчанок, 15 гекконов, улитки, ракообразные, рыбы и различные микроорганизмы.                                                        |

Объявленные проекты
- Бион-М2, 1 сентября 2024 года[11] — высота около 1000 км, длительностью около 30 суток[10]. Планируется 75 мышей и мухи[12].
- Бион-М3, 2030 год[13] — возможна установка оборудования искусственной гравитации[12].
- Новые аппараты «Возврат-МКА», после 2025 года — высота орбиты около 200 тысяч километров[12].

## Результаты
Информация, полученная в результате полётов «Бионов», была использована для разработки рекомендаций космонавтам по снижению вредного влияния невесомости на организм и сокращению адаптационного периода.
В 2016 году шло обсуждение на тему создания на спутнике Бион-М № 3 искусственной гравитации, он должен выйти на орбиту в 2025 году.

## Галерея
- Бион-3.
- Бион-4.
- Бион-М на МАКС-2013.